# Mega Top 30
Le Mega Top 30, anciennement Mega Top 50, est un hit-parade hebdomadaire néerlandais, et un programme diffusé, également de manière hebdomadaire, le samedi par la station de radio néerlandaise NPO 3FM.

## Histoire

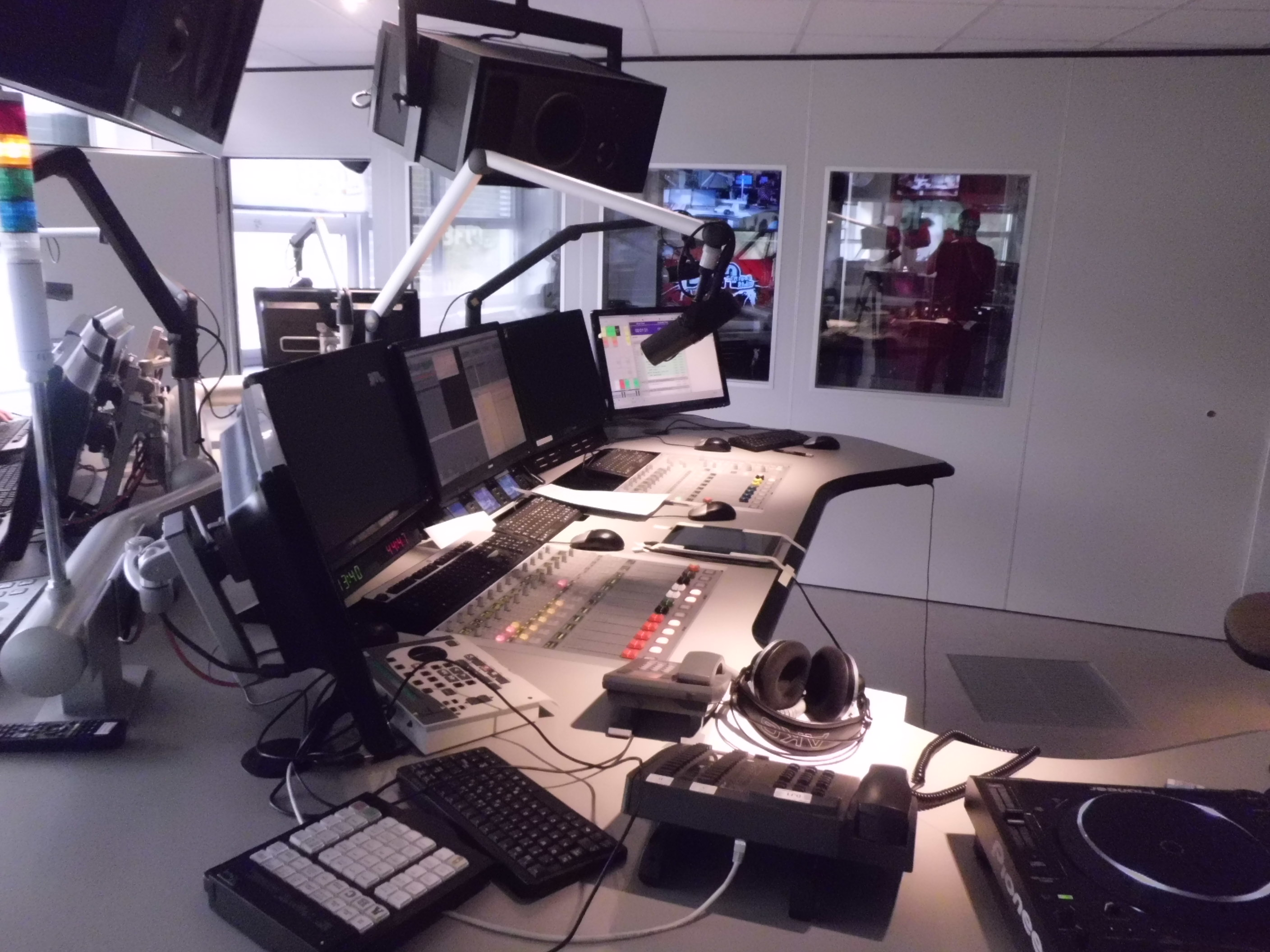
Studios 3FM à Hilversum.

Le premier précurseur du hit-parade est radiodiffusé le 30 novembre 1963 par le groupe audiovisuel socialiste VARA et porte le nom de Tijd Voor Teenagers Top 10. Il n'y avait que 10 notations dans ce hit-parade présenté par Herman Stok. Le 23 mai 1969 Joost Den Draayer (pseudonyme de Willem van Kooten), un disc jockey (DJ) célèbre aux Pays-Bas à cette époque, présente le Hilversum 3 Top 30 sur la VPRO, une organisation progressiste. Le premier no 1 est Israelites de Desmond Dekker and the Aces. 
Au mois de décembre 1970 la NOS se charge d'émettre le programme et de composer le hit-parade. En 1974, des radiodiffuseurs publics décident de soutenir le hit-parade qui obtient un nom nouveau, le Nationale Hitparade. Pendant 9 ans le programme de télévision très populaire pendant les années 1970 et 1980 TopPop se servait de ce hit-parade, composé désormais par la société d'auteurs et de compositeurs néerlandaise Buma-Stemra et de Dutch Charts, une filiale de GfK.
Le 7 février 1993, le Nationale Hitparade, devenu Nationale Top 100, se poursuit sous le nom de Mega Top 50. Le 4 janvier 1997, le nombre de places du Mega Top est de nouveau changé pour inclure cent places, devenant ainsi le Mega Top 100. 
À partir du 4 janvier 2003, le classement est de nouveau raccourci à cinquante places, devenant de nouveau le Mega Top 50. Jusqu'au 1er mai 2004, le Mega Top 50 contenait les mêmes classements que le top 50 du Mega Top 100 original. Le Mega Top 50 était diffusé sur 3FM, tandis que le classement complet des 100 places (B2B Top 100) est mise à la disposition de l'industrie du disque et des détaillants de disques.
Le 1er mai 2004, les deux classements se sont séparés. À partir de cette date, les données de diffusions radio (airplay) de diverses stations de radio ont été ajoutées au Mega Top 50 (maintenant Mega Top 30). Le Mega Top 100, sans comprendre les données de diffusions radio, continue sous le nom Single Top 100 depuis lors. Le Mega Top 30 et le Single Top 100 partageaient ainsi le même classement jusqu'au 1er mai 2004. Jusqu'en mai 2004, les hit-parades sont uniquement composés que la base des ventes de disques physiques. Depuis mai 2004, les téléchargements, les informations sur les morceaux diffusés à la radio et le streaming jouent également un rôle important dans la composition du Mega Top 50. Jusqu'en 2010, GfK Dutch Charts s'occupe de la composition du Mega Top 50. Depuis 2010, l'organisation SoundAware compose le hit-parade.
En décembre 2013, pour célébrer l'anniversaire du hit-parade, le DJ Bart Arens (en) écrit un ouvrage de référence portant le titre Mega Top 50 presenteert 50 Jaar Hitparade (traduction : Mega Top 50 présente 50 ans de hit-parade). Le livre énumère tous les tubes qu'on trouve dans les hit-parades de la radio publique néerlandaise de novembre 1963 jusqu'à la fin de 2013. À l'occasion d'une émission de radio, quelques anciens présentateurs du hit-parade sont présents dans le studio. 
Le disc jockey Olivier Bakker présente le hit-parade entre août 2018 et 2024. Il est précédé par Rob Janssen et Jorien Renkema. Le groupe audiovisuel AVROTROS en est le diffuseur.
Le 7 septembre 2019, le Mega Top 50 change de nom, retirant 20 places de son classement et devient alors le « Mega Top 30 ».

## Noms attribués
Au cours des années la liste publique portait des noms différents. Le nombre de notations variait également.
Les hit-parades Tijd voor Teenagers et Parool Top 20 étaient également les précurseurs de l'actuel Mega Top 30, mais puisque ces hit-parades n'ont pas toujours été émis à la radio et qu'ils se chevauchaient pendant quelques mois, ils ne sont pas les ancêtres du hit-parade actuel. Le Mega Top 30 descend en droite ligne du Hilversum 3 Top 30.
| Date de 1re diffusion | Date de dernière diffusion | Nom de la liste de diffusion  | Diffuseur       |
| --------------------- | -------------------------- | ----------------------------- | --------------- |
| 30 novembre 1963      | 29 janvier 1966            | Tijd voor Teenagers Top 10    | VARA            |
| 5 février 1966        | 17 mai 1969                | Parool Top 20                 | VARA            |
| 23 mai 1969           | 26 mars 1971               | Hilversum 3 Top 30            | VPRO / NOS      |
| 2 avril 1971          | 20 juin 1974               | Daverende Dertig              | NOS             |
| 29 juin 1974          | 3 juin 1978                | Nationale Hitparade (Top 30)  | NOS             |
| 10 juin 1978          | 21 février 1987            | Nationale Hitparade (Top 50)  | NOS / TROS      |
| 28 février 1987       | 9 décembre 1989            | Nationale Hitparade (Top 100) | TROS            |
| 16 décembre 1989      | 30 janvier 1993            | Nationale Top 100             | Top 100         |
| 7 février 1993        | 28 février 1993            | Top 50                        | TROS            |
| 7 mars 1993           | 26 septembre 1993          | Mega Top 50                   | TROS            |
| 1 octobre 1993        | 5 novembre 1993            | Mega Top 50                   | VARA / NCRV     |
| 7 novembre 1993       | 26 décembre 1993           | Mega Top 50                   | TROS            |
| 1 janvier 1994        | 26 août 1995               | Mega Top 50                   | Veronica        |
| 2 septembre 1995      | 21 décembre 1996           | Mega Top 50                   | TROS            |
| 4 janvier 1997        | 21 décembre 2002           | Mega Top 100                  | TROS            |
| 4 janvier 2003        | 24 avril 2004              | Mega Top 50 / B2B Top 100     | TROS            |
| 1 mai 2004            | 31 août 2019               | Mega Top 50                   | TROS / AVROTROS |
| 7 septembre 2019      | 2 septembre 2022           | Mega Top 30                   | AVROTROS        |